# Lake Marsh
Der Lake Marsh ist ein See im Hamlin County, im US-Bundesstaat South Dakota. Seine Fläche beträgt 6,4 km² auf 510 m ü. d. M. Die Ortschaft Hayti, Hauptort des Countys, liegt etwa 3 km östlich.
Der See liegt in der seenreichen Region Coteau des Prairies und gehört zum Einzugsbereich des Big Sioux River.
Ansässige Fischarten dieses Gewässers sind Flussbarsch, Hecht und Welse.